# KRC Genk in het seizoen 2007/08
Een overzicht van KRC Genk in het seizoen 2007/08, waarin de club tiende werd.

## Spelerskern
| Nr.           | Naam                  | Nationaliteit | Geboortedatum | Vorige club                  |
| ------------- | --------------------- | ------------- | ------------- | ---------------------------- |
| Keepers       |                       |               |               |                              |
| 1             | Davino Verhulst       | België        | 25-11-1987    | 2005-2007 KSK Beveren        |
| 26            | Logan Bailly          | België        | 27-12-1985    | 2003-2004 Heusden-Zolder     |
| 27            | Sinan Bolat           | Turkije       | 03-09-1988    | /                            |
| Verdedigers   |                       |               |               |                              |
| 4             | Tomislav Mikulić      | Kroatië       | 04-01-1982    | 2001-2005 NK Osijek          |
| 5             | Eric Matoukou         | Kameroen      | 08-07-1983    | 2002-2003 Heusden-Zolder     |
| 11            | Gonzague Vandooren    | België        | 19-08-1979    | 2001-2005 Standard Luik      |
| 15            | Tiago Silva           | Brazilië      | 04-04-1979    | 2004-2007 CSKA Sofia         |
| 16            | Anele Ngcongca        | Zuid-Afrika   | 21-10-1987    | 2003-2007 FC Fortune         |
| 22            | Jean-Philippe Caillet | Frankrijk     | 24-06-1977    | 2005-2006 Litex Lovetsj      |
| 23            | Hans Cornelis 2       | België        | 13-10-1982    | 2001-2005 Club Brugge        |
| 28            | Igor Lolo             | Ivoorkust     | 22-07-1982    | 2005-2007 Germinal Beerschot |
| 30            | Nemanja Tubić         | Servië        | 08-04-1984    | 2004-2007 Čukarički Stankom  |
| Middenvelders |                       |               |               |                              |
| 2             | Wouter Vrancken       | België        | 03-02-1979    | 2004-2006 AA Gent            |
| 3             | David Hubert          | België        | 12-02-1988    | /                            |
| 6             | Wim De Decker         | België        | 06-04-1982    | 2003-2006 Germinal Beerschot |
| 7             | Faris Haroun          | België        | 22-09-1985    | /                            |
| 8             | Dugary Ndabashinze    | Burundi       | 08-10-1989    | 2007 Atlético de Conakry     |
| 10            | Tom Soetaers          | België        | 21-07-1980    | 2004-2005 Ajax               |
| 12            | Thomas Chatelle 1     | België        | 31-03-1981    | 2000 KV Mechelen             |
| 14            | Oleksandr Jakovenko   | Oekraïne      | 23-07-1987    | 2005-2006 Lierse SK          |
| 20            | Balázs Tóth           | Hongarije     | 24-09-1981    | 2006-2007 Erciyesspor        |
| 21            | Mohamed Dahmane       | Frankrijk     | 09-04-1982    | 2008 RAEC Mons               |
| 30            | Alex da Silva         | Brazilië      | 15-08-1983    | 2006 Santos FC               |
| 99            | Barak Itzhaki         | Israël        | 08-04-1984    | 2003-2008 Beitar Jeruzalem   |
| Aanvallers    |                       |               |               |                              |
| 9             | Ivan Bošnjak          | Kroatië       | 06-02-1979    | 2003-2006 Dinamo Zagreb      |
| 17            | Christian Benteke     | België        | 03-12-1990    | /                            |
| 18            | Elyaniv Barda         | Israël        | 15-12-1981    | 2005-2007 Hapoel Tel Aviv    |
| 19            | Jelle Vossen          | België        | 22-03-1989    | /                            |
| 29            | Goran Ljubojević      | Kroatië       | 04-05-1983    | 2006 FC St. Gallen           |

### Technische staf
| Functie         | Naam                | Nationaliteit | Opmerking                          |
| --------------- | ------------------- | ------------- | ---------------------------------- |
| Coach           | Hugo Broos          | België        | Ontslagen op 23 februari 2008.     |
| Assistent-coach | Pierre Denier       | België        |                                    |
| Keeperstrainer  | Guy Martens         | België        |                                    |
| Beloftencoach   | Ronny Van Geneugden | België        | Hoofdcoach vanaf 24 februari 2008. |

## Resultaten
Een overzicht van de competities waaraan Genk in het seizoen 2007-2008 deelnam.
| Seizoen 2007/08  | Seizoen 2007/08 | Seizoen 2007/08    |
| Competitie       | Resultaat       | Uitgeschakeld door |
| ---------------- | --------------- | ------------------ |
| Jupiler League   | Tiende          |                    |
| Beker van België | 1/8 finale      | Standard Luik      |
| Champions League | 2e voorronde    | FK Sarajevo        |

## Uitrustingen
Shirtsponsor(s): Euphony / Carglass / Vasco / Echo / ASAP.be

Sportmerk: Airness
| Thuis | Uit | Doelman | Doelman | Doelman |

## Transfers

### Zomer
| Naam                | Nationaliteit | Van/naar           | Type     |
| ------------------- | ------------- | ------------------ | -------- |
| Inkomend            |               |                    |          |
| Elyaniv Barda       | Israël        | Hapoel Tel Aviv    | Gekocht  |
| Anele Ngcongca      | Zuid-Afrika   | FC Fortune         | Gekocht  |
| Mohamed Dahmane     | Frankrijk     | RAEC Mons          | Gekocht  |
| Igor Lolo           | Ivoorkust     | Germinal Beerschot | Gekocht  |
| Tiago Silva         | Brazilië      | CSKA Sofia         | Gekocht  |
| Balázs Tóth         | Hongarije     | Erciyesspor        | Gekocht  |
| Uitgaand            |               |                    |          |
| Marvin Ogunjimi     | België        | RKC Waalwijk       | Huur     |
| Sébastien Pocognoli | België        | AZ                 | Verkocht |
| Kevin Vandenbergh   | België        | FC Utrecht         | Verkocht |
| Sven Verdonck       | België        | FC Brussels        | Huur     |

### Winter
| Naam                | Nationaliteit | Van/naar            | Type     |
| ------------------- | ------------- | ------------------- | -------- |
| Inkomend            |               |                     |          |
| Barak Itzhaki       | Israël        | Beitar Jeruzalem    | Gekocht  |
| Dugary Ndabashinze  | Burundi       | Atlético de Conakry | Gekocht  |
| Nemanja Tubić       | Servië        | Čukarički Stankom   | Huur     |
| Uitgaand            |               |                     |          |
| Thomas Chatelle     | België        | RSC Anderlecht      | Verkocht |
| Gonzague Vandooren  | België        | Excelsior Moeskroen | Verkocht |
| Oleksandr Jakovenko | Oekraïne      | RSC Anderlecht      | Verkocht |
| Mohamed Dahmane     | Frankrijk     | RAEC Mons           | Verkocht |
| Tomislav Mikulić    | Kroatië       | Dinamo Zagreb       | Verkocht |
| Alex da Silva       | Brazilië      | FC Brussels         | Huur     |

## Competitie

### Klassement
|        |    |                                  | P  | W  | G  | V  | +  | -  | DS  | Ptn |
| ------ | -- | -------------------------------- | -- | -- | -- | -- | -- | -- | --- | --- |
| K      | 1  | R. Standard de Liège             | 34 | 22 | 11 | 1  | 61 | 19 | 42  | 77  |
| (CL)   | 2  | RSC Anderlecht                   | 34 | 21 | 7  | 6  | 59 | 31 | 28  | 70  |
| (UEFA) | 3  | Club Brugge KV                   | 34 | 20 | 7  | 7  | 45 | 30 | 15  | 67  |
|        | 4  | Cercle Brugge KSV                | 34 | 17 | 9  | 8  | 62 | 33 | 29  | 60  |
|        | 5  | Germinal Beerschot               | 34 | 16 | 7  | 11 | 46 | 34 | 12  | 55  |
| (UEFA) | 6  | KAA Gent                         | 34 | 14 | 10 | 10 | 57 | 46 | 11  | 52  |
|        | 7  | SV Zulte Waregem                 | 34 | 13 | 8  | 13 | 47 | 54 | −7  | 47  |
|        | 8  | R. Sporting du Pays de Charleroi | 34 | 13 | 7  | 14 | 41 | 45 | −4  | 46  |
|        | 9  | KVC Westerlo                     | 34 | 12 | 9  | 13 | 43 | 37 | 6   | 45  |
|        | 10 | KRC Genk                         | 34 | 12 | 9  | 13 | 54 | 55 | -1  | 45  |
|        | 11 | R. Excelsior Mouscron            | 34 | 12 | 6  | 16 | 38 | 43 | −5  | 42  |
|        | 12 | KSC Lokeren Oost-Vlaanderen      | 34 | 9  | 15 | 10 | 32 | 33 | −1  | 42  |
|        | 13 | KV Mechelen                      | 34 | 10 | 10 | 14 | 45 | 52 | −7  | 40  |
|        | 14 | KSV Roeselare                    | 34 | 9  | 11 | 14 | 36 | 55 | −19 | 38  |
|        | 15 | FCV Dender EH                    | 34 | 9  | 6  | 19 | 33 | 59 | −26 | 33  |
|        | 16 | RAEC Mons                        | 34 | 7  | 12 | 15 | 37 | 45 | −8  | 33  |
| D      | 17 | K. Sint-Truidense VV             | 34 | 6  | 9  | 19 | 32 | 58 | −26 | 27  |
| D      | 18 | FC Brussels                      | 34 | 4  | 7  | 23 | 27 | 66 | −39 | 19  |

P: wedstrijden gespeeld, W: wedstrijden gewonnen, G: gelijke spelen, V: wedstrijden verloren, +: gescoorde doelpunten, -: doelpunten tegen, DS: doelsaldo, Ptn: totaal punten
K: kampioen, D: degradeert, (beker): bekerwinnaar, (CL): geplaatst voor Champions League, (UEFA): geplaatst voor UEFA-beker

## Afbeeldingen

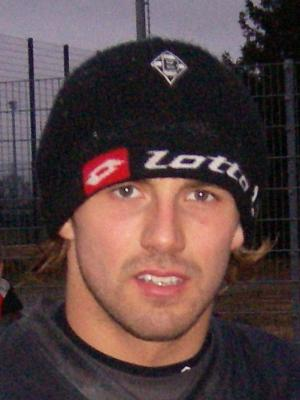
Logan Bailly (doelman)
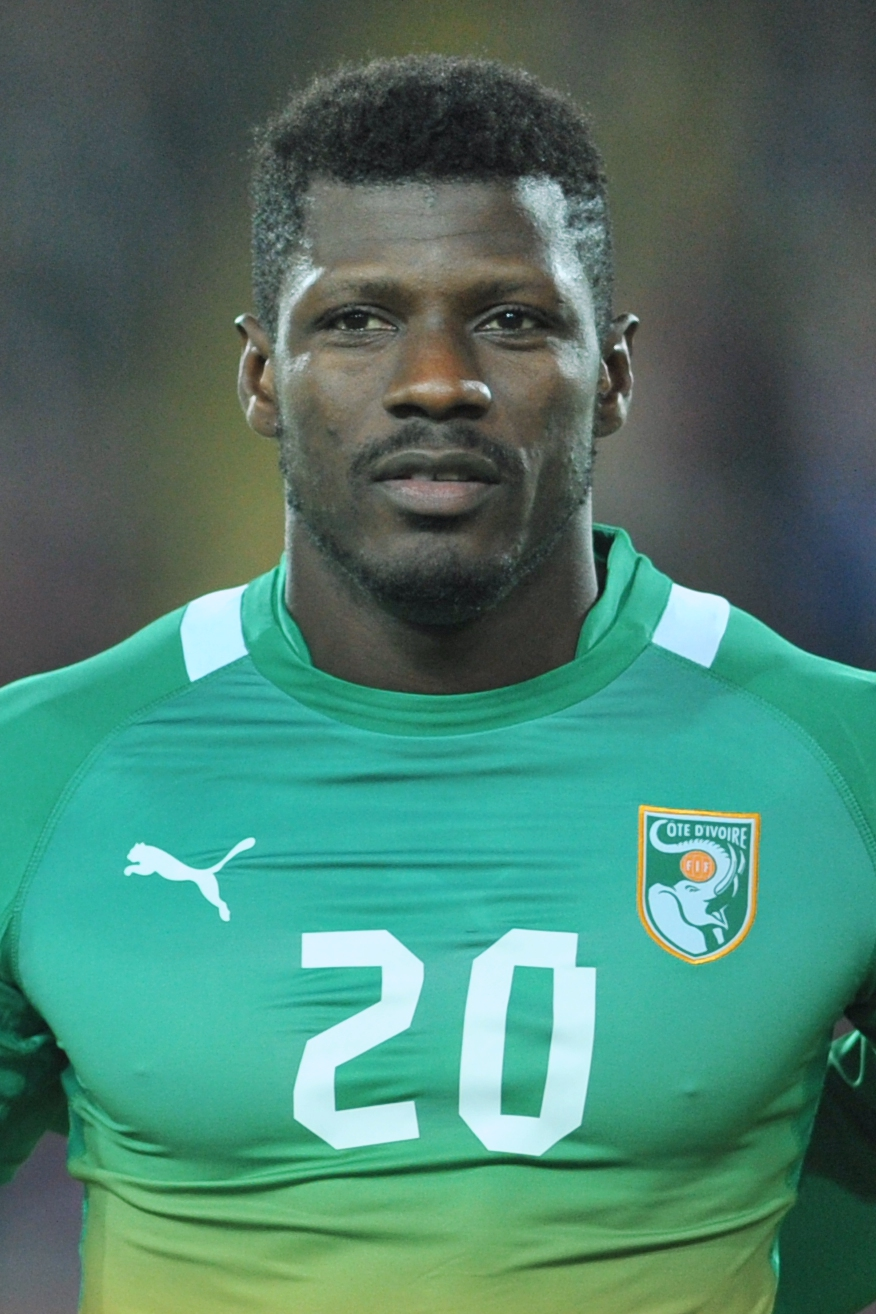
Igor Lolo (verdediger)
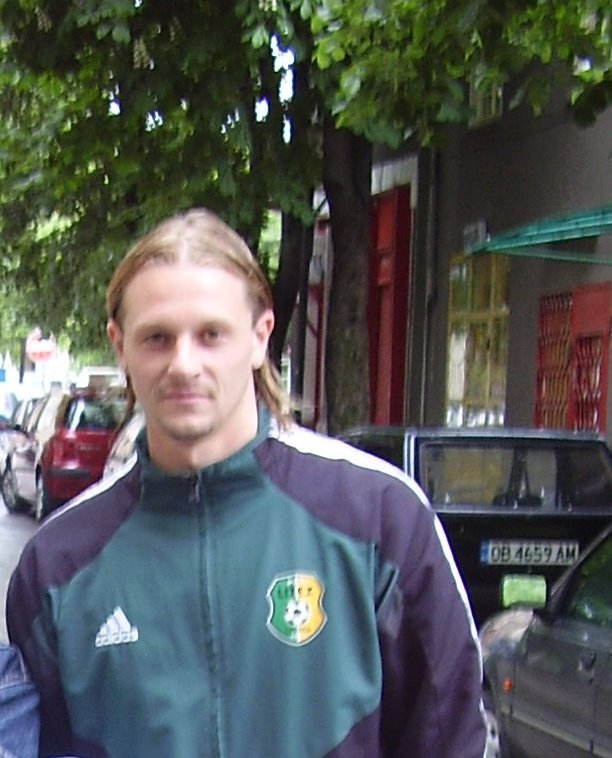
Jean-Philippe Caillet (verdediger)
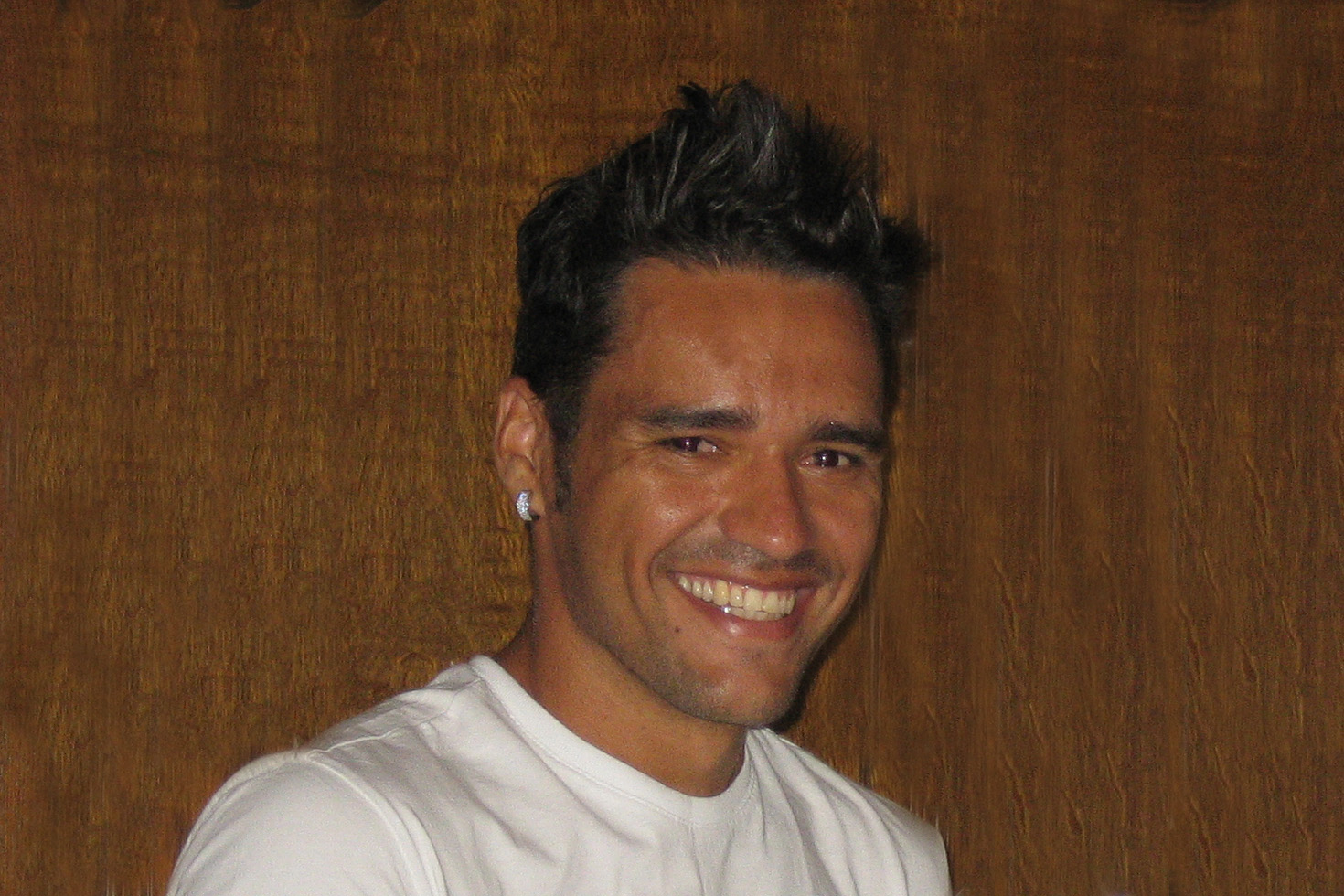
Alex da Silva (middenvelder)
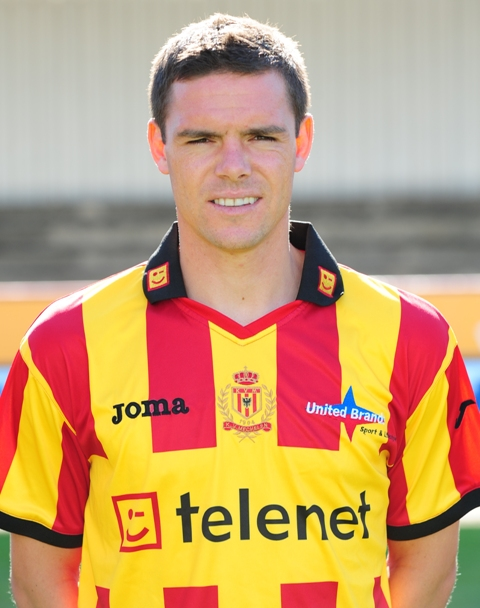
Tom Soetaers (middenvelder)
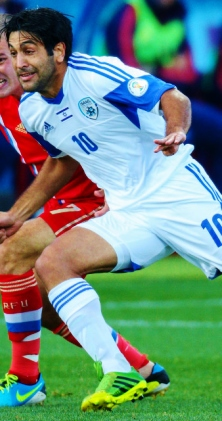
Elyaniv Barda (aanvaller)
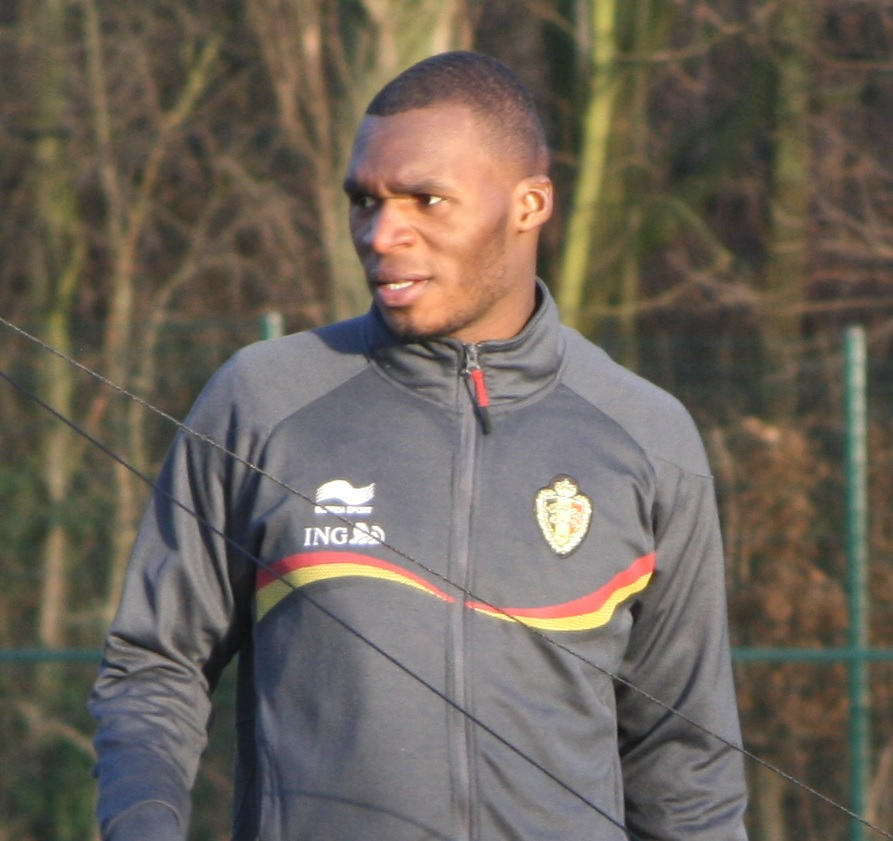
Christian Benteke (aanvaller)